# Jean-Jacques Aillagon
 (mars 2022).
L'article doit être relu — et modifié si nécessaire — par des contributeurs indépendants pour apporter un regard critique aux contributions effectuées en violation des conditions d'utilisation de Wikipédia, tant sur la forme (notamment concernant le style encyclopédique, la proportionnalité) que sur le fond (la neutralité de point de vue, la qualité et l'indépendance des sources).
Jean-Jacques Aillagon, né le 2 octobre 1946 à Metz, est un dirigeant d'institutions culturelles, ancien ministre de la Culture et de la Communication de mai 2002 à avril 2004.
Jean-Jacques Aillagon a été directeur des affaires culturelles de la mairie de Paris (1993-1996), président du centre Georges-Pompidou (1996-2002), président de TV5 Monde (2004-2005), et président de l'Établissement public du château, du musée et du domaine national de Versailles (2007-2011). Il est le conseiller des affaires culturelles de François Pinault, et directeur général de Pinault Collection depuis 2018.
Jean-Jacques Aillagon est l'artisan de la loi du 1er août 2003 relative au mécénat, aux associations et aux fondations, dite loi Aillagon. Il pilote la mise en autonomie des musées français, et mène une politique de décentralisation de la culture qui se concrétise avec la création du centre Pompidou-Metz et du Louvre-Lens.

## Biographie

### Études
Jean-Jacques Aillagon passe une maîtrise d'histoire moderne à l'université de Toulouse et un diplôme d'études approfondies (DEA) en histoire de l'art de l'université Paris X-Nanterre avec un mémoire portant sur Viollet-le-Duc et l'enseignement de l'architecture, puis du CAPES d'histoire-géographie. De 1973 à 1976, il est enseignant en Corrèze, aux lycées d'Égletons et de Tulle.

### Directeur des affaires culturelles
En 1976, il est détaché du ministère de l'Éducation nationale au ministère de la culture, où il est chargé de recherche au Centre d'études et de recherches architecturales (CERA). En 1977, il intègre l'École nationale supérieure des beaux-arts, en qualité de chef du service des archives de l'architecture. Après être passé chef du service des relations extérieures et des expositions, il est nommé sous-directeur chargé de l'action culturelle et scientifique en 1981. En 1982, il est nommé administrateur du musée national d'Art moderne au centre Georges-Pompidou .
En 1985, Jean-Jacques Aillagon devient adjoint au directeur des affaires culturelles de la Ville de Paris et directeur de l'Office d'information culturelle. En 1988, il est délégué général aux manifestations culturelles de la Ville de Paris. En 1990, il coordonne la célébration du centenaire de la naissance de Charles de Gaulle.
À partir de 1992, il est directeur général de la Vidéothèque de Paris. En 1993, il est nommé directeur des affaires culturelles de la Ville de Paris. En 1995, il est élu président de l'Association des directeurs des affaires culturelles des grandes villes de France, et nommé commissaire général de l'Année France-Égypte (1997-1998).

### Président du centre Georges-Pompidou
Par décret du 28 mars 1996, Jean-Jacques Aillagon est nommé président du centre national d'art et de culture Georges-Pompidou. Il est reconduit par décret du 26 mars 1999, puis de nouveau le 7 mars 2002 (fonction quittée lors de sa nomination au gouvernement).
Il gère une campagne de rénovation du centre Georges-Pompidou (1997-2000), déployant un vaste programme hors-les-murs pour déplacer mais aussi exposer les œuvres lors des travaux (1998-1999: Rendez-vous, masterpieces from the Centre Pompidou au musée Solomon R. Guggenheim; 2000-2001 : Parade à Sao Paulo). Cette configuration le pousse à développer un projet d'antennes régionales pour accroître la portée du musée parisien et décentraliser la culture en France, en commençant par la ville de Metz,. Le centre Georges-Pompidou est alors le seul musée en France créée par une loi spéciale en 1974 qui lui permet de bénéficier d'une autonomie totale, une caractéristique qui inspirera la politique d'autonomisation des musées nationaux d'Aillagon durant son mandat de ministre de la Culture (2002-2004).
Jean-Jacques Aillagon est chargé par le Premier ministre d'une mission de réflexion pour l'organisation de la célébration, par la France, de l'entrée dans le troisième millénaire. Par décret du 17 décembre 1996, il est nommé président de la Mission 2000 en France. À ce titre, il crée l'Université de tous les savoirs au Conservatoire national des arts et métiers (ensemble de leçons magistrales à vocation encyclopédique dont il confie la programmation à Yves Michaud).

### Ministre de la Culture et de la Communication
De mai 2002 à avril 2004, Jean-Jacques Aillagon est ministre de la Culture et de la Communication dans le premier et le deuxième gouvernement de Jean-Pierre Raffarin,.
Jean-Jacques Aillagon mène une politique visant à favoriser l'autonomie des établissements publics relevant de son ministère. Il met en œuvre la loi du 4 janvier 2002 relatives aux musées de France suivi du décret du 2 mai 2002. Deux arrêtés du 2 août et du 13 novembre 2002 introduisent l’appellation « musée de France » à une trentaine de musées. Les musées d'Orsay et Guimet sont érigés en établissements publics autonomes, tout comme celui du Louvre et de Versailles. Il annonce la création en janvier 2003 du centre Pompidou-Metz, première pierre de sa politique de décentralisation de la culture, suivi du lancement du projet Louvre-Lens.
Jean-Jacques Aillagon propose et fait adopter la loi du 1er août 2003 relative au mécénat, aux associations et aux fondations, dite loi Aillagon, qui offre une réduction d'impôts (jusqu'à 90%) aux entreprises pour l'acquisition des biens mobiliers, œuvres d'art, collections ou archives déclarés « œuvres d'intérêt patrimonial majeur ». Il soutient le développement de la Fondation du patrimoine en obtenant que celle-ci bénéficie de la moitié des successions en déshérence. En septembre 2002, il annonce le projet de regroupement du CNC, de la Cinémathèque française et de la BIFI au 51 rue de Bercy, et charge Serge Toubiana (rédacteur en chef des Cahiers du cinéma) d'une mission d'expertise. En avril 2003, Toubiana prend la tête de la Cinémathèque française et engage les projets voulus par le ministre de la Culture.
Jean-Jacques Aillagon est l'un des artisans de la convention sur la diversité culturelle avec Sheila Copps, ministre de la Culture du Canada. Il signe le décret portant création d'un nouveau département du Louvre, le département des arts de l'Islam, et confie sa mise en place à Francis Richard,.
À la demande de Jacques Chirac, il fixe la création d'un nouveau site des Archives nationales à Pierrefitte. Il accepte la décentralisation du service de l'inventaire au bénéfice des régions, et charge une commission présidée par René Rémond de préparer le transfert aux collectivités territoriales, sur la base du volontariat, de monuments appartenant à l'État. En 2003, il crée le Conseil national des parcs et jardins. Il crée le label "Jardin remarquable" et lance les "Rendez-vous aux jardins".
Jean-Jacques Aillagon fait adopter la loi du 9 juillet 2004 relative aux communications électroniques et aux services de communication audiovisuelle qui offre un cadre favorable à la relance des chaînes locales de télévision. Il introduit un décret ouvrant graduellement la publicité audiovisuelle aux marques de la grande distribution et de la presse, un alignement avec les régulations européennes. Il lance également le  projet de transformation de la redevance audiovisuelle en impôt. Il remet en cause les projets de France Télévisions sur le numérique terrestre, invitant le groupe public à approfondir les missions de service public des chaînes existantes. En novembre 2003, il dépose le projet de loi DADVSI qui revisite les termes des droits d'auteur, aussi un alignement sur les normes européennes.
En 2001, le déficit de l'assurance chômage des artistes atteint 739 millions d'euros pour 96 500 bénéficiaires. Il soutient la renégociation par les partenaires sociaux des annexes VIII et X de la convention de l'Unédic relatives au régime des intermittents du spectacle, que le gouvernement accepte d'agréer, mais qui suscite toutefois des remous. De nombreux festivals d'été sont annulés, et l'actrice Agnès Jaoui fustige la position du ministre de la Culture lors de la 29e cérémonie des César en février 2004.
En avril 2004, il est remplacé au poste de ministre de la Culture par Renaud Donnedieu de Vabres.

### Président de TV5 Monde
Le 6 avril 2005, il est élu administrateur, puis président-directeur général, de la chaîne de télévision TV5. Simultanément, il est nommé administrateur puis Président du Conseil d'administration de Canal France International, dont la direction exécutive est confiée à son Directeur général, Jean Mino. En décembre 2005, TV5 devient TV5 Monde.
Les grilles de programmes sont refondues, de nouvelles émissions sont lancées (émissions régionales selon zones géographiques internationales), et un nouvel habillage est introduit. L'information est placée au centre des programmes. Il confie à Bernard Cerquiglini la création de l'émission Merci Professeur ! pour renforcer la programmation sur la langue française.À la direction des programmes, il remplace Frédéric Mitterrand par Suzanne Laverdière, de nationalité canadienne. Il procède à une nouvelle installation des locaux de la chaîne, de la rue Cognacq-Jay à l'avenue de Wagram.
Le 3 mars 2006, il annonce sa démission prochaine qui devient effective le mois suivant. En cause, un désaccord avec l'État sur l'augmentation des crédits de la chaîne, le financement de la chaîne par la redevance, sa diffusion sur la télévision numérique terrestre, et le lancement en parallèle de la Chaîne Française d'Information Internationale (CFII).

### Président du château de Versailles
Le 6 juin 2007, Jean-Jacques Aillagon est nommé président de l'établissement public du musée et du domaine de Versailles (reconduit en juin 2010). Il poursuit le vaste programme de restauration du patrimoine monumental du château de Versailles (Grand Versailles) qu’il avait initié en qualité de ministre de la Culture, dont la rénovation de la galerie des Glaces, la restitution de la grille royale, la restauration de l’Opéra royal et du Petit Trianon, la rénovation du Grand Commun, la reconstitution du bosquet des Trois-Fontaines, et la recréation du bosquet du Rond-Vert dont la conception est confiée à Louis Benech et Jean-Michel Othoniel, ainsi que de nombreuses acquisitions de pièces de mobilier.
En septembre 2008, il lance l'exposition de Jeff Koons dans le château de Versailles, en présentant dans les Grands Appartements, la galerie des Glaces et les jardins la première rétrospective consacrée à l'artiste américain en France. En 2010, l’Établissement public du musée et du domaine de Versailles devient l’Établissement public du château, du musée et du domaine national de Versailles. Au cours de son mandat, il engage une décentralisation à Arras qui donne lieu à une convention entre Arras et le château signée en juillet 2011 et qui constitue la 3e décentralisation d’un musée parisien après le centre Pompidou-Metz et Louvre-Lens.
En octobre 2011, Jean-Jacques Aillagon, qui a atteint, à 65 ans, l'âge officiel de la retraite dans le service public, quitte la présidence du château de Versailles. Il est remplacé par Catherine Pégard, conseillère de Nicolas Sarkozy.
Le 14 février 2013, il est élu à la présidence des Arts décoratifs, institution culturelle française privée qui regroupe le musée des Arts décoratifs de Paris, la bibliothèque des Arts décoratifs, le musée Nissim-de-Camondo et l'école Camondo. Seul candidat, il remplace Hélène David-Weill et est élu à l'unanimité des quatorze membres présents du conseil d'administration du musée qui en compte une vingtaine, dont trois représentants de l'État. Il avait été coopté comme administrateur au sein de ce conseil quelques mois auparavant. Le 9 septembre 2013, il démissionne de la présidence pour motifs personnels : « Six mois, à peine, après mon élection à la présidence des Arts décoratifs, je constate, avec un immense regret, que les contraintes qui s'imposent à ma vie privée m'obligent à renoncer au mandat passionnant qui m'a été confié. »

### Directeur général de Pinault Collection
En juillet 2004, il devient le conseiller de François Pinault, président du groupe Artemis. Après avoir conseillé François Pinault de reprendre le palais Grassi à Venise en 2005, il obtient en 2007 l'attribution de la concession de la Pointe de la douane par la ville de Venise. En 2012, il redevient conseiller de François Pinault, et prend en 2018 la direction générale de Pinault Collection. Il pilote l'installation de Pinault Collection à la Bourse de commerce de Paris dont la concession pour 50 ans dans le cadre d'un bail emphytéotique est accordée par la ville de Paris. Son ouverture a lieu en mai 2021.
Il est le commissaire de l'exposition L'Art à l'épreuve du monde à Dunkerque en 2013, de l'exposition Le festin de l'art à Dinard en 2014, et de l'exposition Au-delà de la couleur, le noir et le blanc à Rennes en 2021. À l'occasion du 10e anniversaire du musée du Quai Branly, Jean-Jacques Aillagon assure le commissariat d'une exposition consacrée à Jacques Chirac, à l'origine de la fondation du musée, intitulée Jacques Chirac ou le dialogue des cultures. Lors de son inauguration, le 20 juin 2016, le président de la République, François Hollande, annonce qu'un décret adopté le même jour a fait évoluer la dénomination du musée qui devient l'Établissement public du musée du Quai Branly - Jacques Chirac.
En 2020, il préside les 7e Victoires de la Bretagne.

### Nice patrimoine mondial
Depuis 2013, Jean-Jacques Aillagon est le commissaire général d'un programme estival biannuel d'expositions dans les musées de la ville de Nice : Un été pour Matisse en 2013, Promenade(S) des Anglais en 2015, École(S) de Nice en 2017, et Odyssée du cinéma en 2019.
En avril 2014, il est chargé par le maire de Nice, Christian Estrosi, de présider la mission chargée de présenter la candidature de la promenade des Anglais au patrimoine mondial de l'Unesco. Celle-ci sera élargie au thème de « Capitale du tourisme de Riviera ». Le 13 janvier 2020, les ministres des Affaires étrangères et de la Culture annoncent que la candidature de Nice est désormais officiellement proposée à l'Unesco.

## Postes et mandats
- 1985-1988 : Adjoint au directeur des affaires culturelles de la Ville de Paris et directeur de l'Office d'information culturelle
- 1988-1993 : Délégué général aux manifestations culturelles de la Ville de Paris
- 1993-1996 : Directeur des affaires culturelles de la Ville de Paris
- 1996-2002 : Président du centre Georges-Pompidou
- 1996-2000 : Président de la commission de l'an 2000
- 2002-2004 : Ministre de la Culture et de la Communication
- 2004-2010 : Conseiller régional de Lorraine
- 2004-2010 : Membre du Conseil économique et social[79]
- 2005-2006 : Président de TV5 Monde
- 2007-2011 : Président de l'Établissement public du château, du musée et du domaine national de Versailles
- 2013 : Président des Arts décoratifs
- Depuis 2018 : Directeur général de Pinault Collection
- Depuis 2020 : Conseiller municipal de Plougasnou et de Morlaix Communauté[80]
- 2024 : Pour les élections européennes de juin, il est en dernière position de la liste « Écologie positive et territoires » menée par Yann Wehrling[81]

## Prises de position

### Arts et culture
Jean-Jacques Aillagon se définit comme un passionné éclectique de la culture et des arts. Il considère que le manque de culture pousse les esprits dans les extrémismes idéologiques. Ses actions ont visé à démocratiser l'accès à la culture en France.
En 2020, il critique le manque de souffle du gouvernement Macron en matière d'aménagement culturel du territoire en déclarant "l'élection d'Emmanuel Macron laissait espérer une accélération des politiques culturelles, elle n'a pas eu lieu".

### Soutien politique
En 2007, il annonce publiquement qu'il tirera au sort le candidat à l'élection présidentielle qu'il parrainera. Le 9 mars, il annonce qu'il parrainera Olivier Besancenot, candidat de la LCR (Ligue communiste révolutionnaire), vainqueur du tirage au sort qui l'a mis en compétition avec sept autres candidats en manque de parrainage. Il a déclaré: « L'objectif de mon initiative était de mettre le doigt sur les limites du parrainage ».
En 2012, Jean-Jacques Aillagon soutient François Hollande, le candidat du PS à l'élection présidentielle, dans une tribune publiée dans Libération.
En 2016, il rejoint le bureau exécutif du MoDem de François Bayrou. Dans le sillage de François Bayrou, Jean-Jacques Aillagon apporte son soutien à Emmanuel Macron pour l'élection présidentielle de 2017.

### Homosexualité
Dans une interview publiée dans Le Monde du 18 mars 2002, avant son entrée dans le gouvernement de Jean-Pierre Raffarin, il évoque son homosexualité en expliquant : « En affirmant ma liberté de vivre ma sexualité, et ce dans un contexte historique, géographique (la province), et dans un contexte familial très répressif, j'ai agi politiquement. Au-delà de mon sort, c'est la situation de tous les homosexuels qui était concernée par mon engagement. » Il affirme assumer pleinement son homosexualité "par solidarité envers ceux qui sont opprimés pour cette différence, où que ce soit".

## Controverses
Allocation d'une aide à l'écrivain pédophile Gabriel Matzneff
Début 2002, l'écrivain Gabriel Matzneff  sollicite le ministre Aillagon pour obtenir une allocation du Centre national du livre (CNL) qui demande alors au patron du CNL, Jean-Sébastien Dupuis,,. de lui verser cette allocation. Elle a été d’abord de 12 000 euros par an, ramenés à partir de 2013 à 6 000 euros annuels « à vie » et sans contrôle de revenus.

### Ponction sur les fonds affectés au patrimoine
Selon Paul Barnoud, président de la compagnie des architectes en chef des monuments historiques, Jean-Jacques Aillagon porterait une lourde responsabilité sur la situation critique du patrimoine français qui s'aggrave sous son ministère : « L'entretien des cathédrales est absolument énorme… jusqu'à présent lorsqu'il y avait une alerte, on pouvait agir. Actuellement, on ne peut plus. La crise, devenue endémique à partir du moment où Jean-Jacques Aillagon, alors ministre de la Culture, a fait une ponction d'environ 100 millions d'euros sur les fonds affectés au patrimoine. Comme les crédits se reportent d'année en année, il les prit pour les remettre au fur et à mesure. Évidemment, l'argent n'est jamais revenu et depuis, il y a des tensions folles de trésorerie. »

### Nomination à TV5 monde
Sa nomination à la tête de TV5 Monde est critiquée par le Syndicat national des journalistes sur le fondement de l'article 432-13 du code pénal. Néanmoins, le gouvernement a, préalablement à la désignation de Jean-Jacques Aillagon à la présidence de TV5, consulté le Conseil d'État qui a précisé que l'article 432-13 du code pénal n'est pas applicable à un ancien ministre.

### Promotion de Jeff Koons au château de Versailles
L’exposition de Jeff Koons au château de Versailles (2008-2009) est critiquée pour son mélange des genres par l'Association nationales des écrivains de France, une petite structure peu connue dédiée à la pureté artistique en France,. Le Monde et artpress soulignent au contraire la cohérence et la pertinence de l'exposition,. L'Humanité rappelle les liens d'amitié entre Jean-Jacques Aillagon et François Pinault, ce dernier ayant prêté 6 œuvres de l'artiste en sa possession et en ayant revendu trois « pour plusieurs millions de dollars » grâce à l'augmentation de la cote de l'artiste faisant suite à cette exposition, une information qui ne se vérifie pas selon l'index des prix 2004-2014 de l'artiste établi par Artnet. Jean-Jacques Aillagon répond à cette critique dans un billet de blog en 2009. Par ailleurs, en 2018, il critique l'installation d'un bouquet de tulipes monumentales, œuvre de Jeff Koons, devant le Palais de Tokyo à Paris, estimant inopportune l'installation de cette œuvre sur ce site.

## Publications
- Versailles en 50 dates, Éditions Albin Michel, Paris, 2011, 336 pages  (ISBN 2226238573)
- Préface de Jean-Jacques Aillagon, Les Vitraux de Jacques Villon , cathédrale de Metz par Christian Schmitt, Éditions des Paraiges, 2014 (ISBN 979-10-90185-33-3)[100]
- Préface de Jean-Jacques Aillagon, Versailles, l'Opéra royal, éditions ArtLys, 2010  (ISBN 978-2854954005)

## Décorations
- Commandeur de la Légion d'honneur (décret du 25 mars 2016)[101] ; officier (26 septembre 1990)
- Officier de l'ordre national du Mérite (décret du 30 avril 2002)[102] ; chevalier (10 juillet 1995)
- Commandeur de l'ordre des Arts et des Lettres
- Commandeur de l'ordre des Palmes académiques[Quand ?]
- Commandeur de l'ordre du Mérite Culturel de Monaco (18 novembre 2018)[103].
- Médaille Grand Vermeil de la ville de Paris (2020)[104]

## Vie privée
Jean-Jacques Aillagon est père de deux enfants. Son fils, Thomas Aillagon, est directeur de la communication du musée du quai Branly - Jacques-Chirac depuis 2017, après avoir notamment travaillé au Ministère de la Culture entre 2009 et 2017. Sa fille Laure Aillagon est directrice du patrimoine de la maison Givenchy.
Il déclare en 2013 avoir suivi dans les années 1970 une thérapie de conversion au sujet de son homosexualité, cette dernière étant considérée à l'époque comme une maladie. Il fera son coming out plus tard dans les années 1980.